# 프리드리히 라인홀트 크로이츠발트

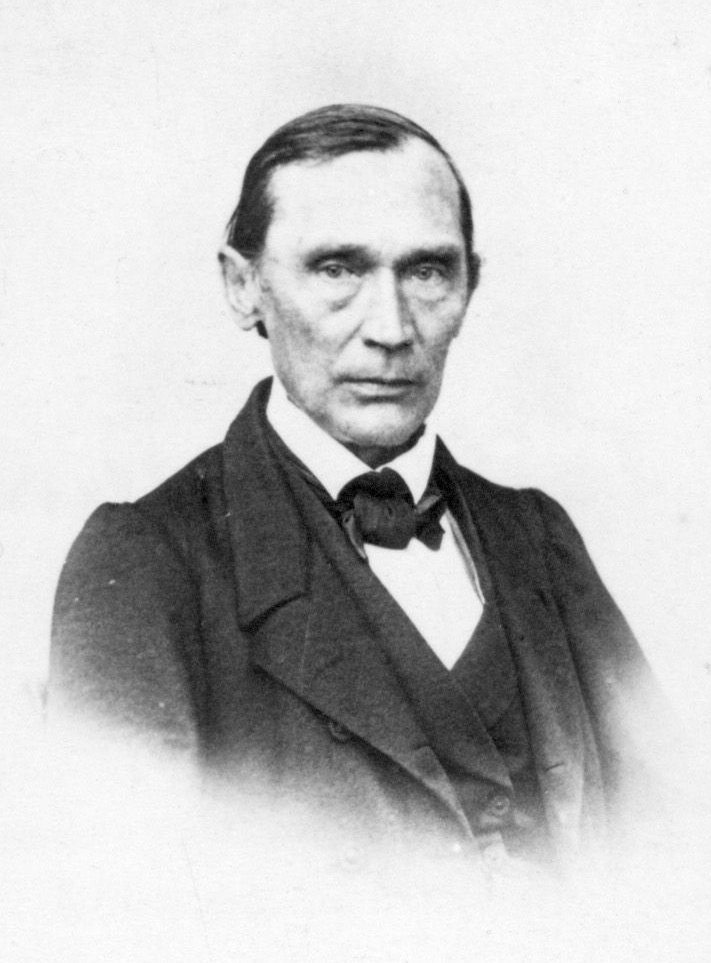

프리드리히 라인홀트 크로이츠발트(독일어: Friedrich Reinhold Kreutzwald, 1803년 12월 26일 ~ 1882년 8월 25일)는 에스토니아의 작가이다. 에스토니아의 서사시인 《칼레비포에그》의 저자이며, 에스토니아 문학의 아버지로 여겨진다.
래네비루주 여에페레의 농노 집안에서 태어났다. 부친은 미곡창지기였고 모친은 청소담당 하녀였다. 1815년 농노해방령 이후 베젠베르크(오늘날의 라크베레)의 학교에 진학했다.
1820년 도르파트(오늘날의 타르투)의 중등학교를 졸업하고 초등학교 교사로 일하기 시작했다. 1833년 도르파트 황립대학교 의약학부를 졸업했다. 같은 해 마리 엘리자베트 제들러(Marie Elisabeth Saedler)와 결혼했다. 1833년부터 1877년까지 베로(오늘날의 버루)의 지역 의사로 일했다. 유럽의 많은 학회 회원이었으며 많은 대학교들에서 명예박사학위를 받았다.

## 같이 보기
- J. R. R. 톨킨